# Уинтермут, Слим
Урджел «Слим» Уинтермут (англ. Urgel "Slim" Wintermute; 9 июля 1917, Портленд, штат Орегон, США — 24 октября 1977, Сиэтл, штат Вашингтон, США) — американский профессиональный баскетболист и тренер, который запомнился своими выступлениями на студенческом уровне. Чемпион Национальной ассоциации студенческого спорта (NCAA) сезона 1938/1939 годов.

## Ранние годы
Слим Уинтермут родился 9 июля 1917 года в городе Портленд (штат Орегон), учился в городе Лонгвью (штат Вашингтон) в средней школе имени Роберта Александера Лонга, в которой играл за местную баскетбольную команду.

## Студенческая карьера
В 1939 году закончил Орегонский университет, где в течение трёх лет играл за команду «Орегон Уэбфутс», в которой провёл успешную карьеру под руководством тренера, члена Зала славы баскетбола, Ховарда Хобсона. При Уинтермуте «Уэбфутс» три раза выигрывали регулярный чемпионат конференции Pacific Coast (1937—1939), а также один раз выходили в плей-офф студенческого чемпионата США (1939).
В 1939 году «Орегон Уэбфутс» стали чемпионами Национальной ассоциации студенческого спорта (NCAA). 20 марта они вышли в финал четырёх турнира NCAA (англ. Final Four), где сначала в полуфинальном матче, 21 марта, по всем статьям обыграли команду Джимми Макнэтта «Оклахома Сунерс» со счётом 55—37, в котором Уинтермут стал третьим по результативности игроком своей команды, набрав 10 очков, а затем в финальной игре, 27 марта, разгромили команду Джимми Халла «Огайо Стэйт Бакайс» со счётом 46—33, в которой Слим стал пятым по результативности игроком своей команды, набрав 4 очка.
По окончании победного сезона Слим Уинтермут был включён в 1-ю всеамериканскую сборную NCAA. Помимо этого Уинтермут в 1980 году был включён в Спортивный Зал Славы Орегона, а в 1994 году в Зал славы баскетбола Орегонского университета, кроме того свитер с номером 22, под которым он выступал, был закреплён за ним и выведен из употребления.

## Профессиональная карьера
Играл на позиции центрового. В 1939 году Слим Уинтермут заключил соглашение с командой «Детройт Иглс», выступавшей в Национальной баскетбольной лиге (НБЛ), в которой провёл первую часть своей непродолжительной спортивной карьеры. Всего за свою карьеру в НБЛ Слим провёл один сезон, сыграв 25 игр, в которых набрал 180 очков (в среднем 7,2 за игру). Помимо этого Уинтермут в составе «Иглс» один раз участвовал во Всемирном профессиональном баскетбольном турнире, но без особого успеха. Позднее, в 1946—1948 годах, был играющим тренером баскетбольной команды «Портленд Индианс», которая на протяжении двух сезонов выступала в Профессиональной баскетбольной лиге тихоокеанского побережья (PCPBL).

## Семья и смерть
После завершения профессиональной карьеры долгое время работал в американской корпорации Boeing. 21 октября 1977 года Слим Уинтермут вместе со своим другом отправился на водную прогулку на катере Сиэтлского яхт-клуба из залива Портпейдж, что в озере Юнион, и не вернулся. Его судно было найдено несколько дней спустя (около двух часов дня 24 октября) на восточной стороне озера Вашингтон возле Хантс-Пойнта. Его друг был найден полицейскими спящим на катере, которым сообщил, что, до того как он заснул, Уинтермут находился на борту, однако его тело так и не было обнаружено. Результаты полицейского расследования исключают факт криминала в данном инциденте. Старший сын Слима, Скотт, рассказал, что в 1970 году его отец перенёс открытую операцию на сердце после сердечного приступа. Уинтермут постоянно принимал лекарства, чтобы поддерживать нормальное состояние своего сердца, и его сын предположил, что у отца, возможно, произошёл рецидив, в результате чего он поскользнулся и упал в воду. Вторую жену Слима звали Кэрри, которая родила ему младшего сына Стива, от первого брака у него остались старшая дочь Джейн и вышеупомянутый Скотт.